# Pedro González (humorista)
Pedro Antonio González González (Sutamarchán, Boyacá, 16 de junio de 1965) es un humorista, periodista, locutor, actor, empresario y predicador protestante colombiano quien ha ganado amplio reconocimiento nacional gracias a su personaje conocido como Don Jediondo. Ha desarrollado su carrera en radio, cine, televisión y presentaciones en vivo. Igualmente, ha sido empresario, gestionando hasta 27 restaurantes en Bogotá, Medellín y Cartagena.

## Carrera
Los inicios en el humor fueron en el año 1991 en el programa de Sábados Felices.

### Radio
Estudió periodismo y por años trabajó con Alberto Piedrahíta Pacheco y el grupo de deportes de Caracol Radio. También fue lector de noticias en Radio Reloj, de la misma cadena, donde también participó del programa matutino La Locomotora de la emisora rock Radioacktiva.
Trabajo en 88.9 en Bogotá desde mediados de los 90 hasta el 2005. Actualmente hace parte del grupo de humoristas del programa radial La Luciérnaga en Caracol Radio.

### Televisión
González inició su carrera televisiva con el programa No Me Lo Cambie a mediados de los años noventa como presentador, a su vez que participaba con varios números humorísticos (generalmente protagonizados por su alter ego Don Jediondo) y parodias del presentador colombiano Jorge Barón. luego de esto dirigió con gran éxito Lente Sin Vergüenza.[cita requerida] Ha participado recientemente en el magazín Día a día, en Sábados Felices y en la vuelta al mundo en 80 risas. 

### Cine
Protagonizó para el cine en 2007 junto a otro conocido humorista, Juan Ricardo Lozano Alerta, la película Muertos de Susto, dirigida por Harold Trompetero.
En 2015 protagonizó, junto a otros conocidos humoristas, la película El Coco, dirigida por Dago García. Posteriormente, estuvo también en la secuela de esta, estrenada en el año 2017 y en el final de la trilogía en 2019, en 2023 en conjunto con Hassam e Iván Marín protagonizaron la sexologa.

## Personajes
- Don Jediondo - Un personaje inspirado en el propio González y el más popular (de hecho, es probable que muchas personas desconozcan su verdadero nombre). Un campesino oriundo de Sutamarchán con apuntes picantes y rimas típicas boyacenses.
- Doctora labia tres santos - Parodia de la sexóloga Flavia Dos Santos.
- Amparito - Parodia de la presentadora colombiana Amparo Pérez.
- Papá Paramillo - Parodia del humanitario colombiano Jaime Jaramillo; suele relatar una historia con una moraleja.
- Profesor Sutatán - Parodia de los adivinos y los tarotistas.
- Don Tony Aguilar - Un mexicano que se burla de Colombia.
- Modéstor Morales - Parodia del director del programa Mañanas BLU , Néstor Morales, de la cadena Blu Radio.
- La W-Ulio - Imitación de Julio Sánchez Cristo en su programa de la mañana La W de la emisora W Radio.
- Gabriel Muñoz López - Imitación del veterano periodista.
- Don Emeterio - Imitación/Homenaje a Emeterio (de la famosa pareja humorística conocida como "Los Tolimenses" que se remonta a mediados de los años 1960 hasta la década de 1980) que siempre cuenta la historia de cómo quedó tuerto el ficticio compadre Fide (y pasó a denominársele el tuerto Fide) como si fuese la primera vez que la dice, de la parodia "Los Tolimitas".
- María Mercedes Cuéllar - Superintendente financiera.
- Fernando Castro - 'El Pecoso'; parodia del técnico de fútbol.
- Fonso Casteldiablos - Parodia del presentador colombiano Alfonso Castellanos del programa Yo se quién sabe lo que usted no sabe.
- Héctor Helí Rojas - Parodia del senador de la República.
- Jorge Balón - Parodia del célebre presentador colombiano y de la programadora Jorge Barón.
- Jorge Dizque Lunares - Motivador personal Jorge Duque Linares (Actitud Positiva).
- Pedronila - Parodia de una ama de casa afrocolombiana.
- Roy Barreras - Parodia del senador de la República.
- Runcho Reintería - Parodia del Columnista Poncho Rentería del Programa Día a Día.
- Nena Jiménez - Imitación de la humorista antioqueña.
- Godoy - Celador o Vigilante de Seguridad.
- Norbert - Parodia del estilista colombiano Norberto.
- Tromp Jediondo - Parodia del presidente de Estados Unidos Donald Trump.

## Estilo
Generalmente su estilo humorístico se caracteriza por la doble interpretación y una obscenidad moderada. En presentaciones privadas o para adultos, dicha temática y lenguaje suelen ser más fuertes. Su forma de vestirse a la hora de actuar lleva una Ruana y una Jiquera donde lleva su "Gallo" y el "osito de peluche".[cita requerida]